# はねる!レンタル少女
『はねる!レンタル少女』（はねる!レンタルしょうじょ）は、しいなみなみによる日本の4コマ漫画作品。
『まんがライフMOMO』（竹書房）にて2007年1月号、および6月号から8月号までゲスト掲載された後、11月号より連載され、2010年4月号で最終回を迎えた。単行本は、同社のバンブー・コミックス MOMO SELECTIONより全2巻が刊行されている。
レンタルショップ「笑う兎亭」では、お客様のお望みの、様々な擬人化したレンタル商品を貸し出しています。

## 登場人物
カチュカ
レンタルショップ「笑う兎亭」の看板娘。アクマっ娘のコスチュームで、主に接客を担当。
最終回で、お兄ちゃまの作り出した人造人間であることが判明した。どれだけ時間が経っても成長しないのは、そのためである。
お兄ちゃま
レンタルショップ「笑う兎亭」の主人（オーナー）。主に商品開発・製造を担当。

## 書誌情報
しいなみなみ 『はねる!レンタル少女』 竹書房〈バンブー・コミックス MOMO SELECTION〉
1. 2008年12月27日発売 ISBN 978-4-8124-7022-0
2. 2010年3月27日発売 ISBN 978-4-8124-7249-1